# Chiesa di San Pietro Apostolo (Arbizzano)

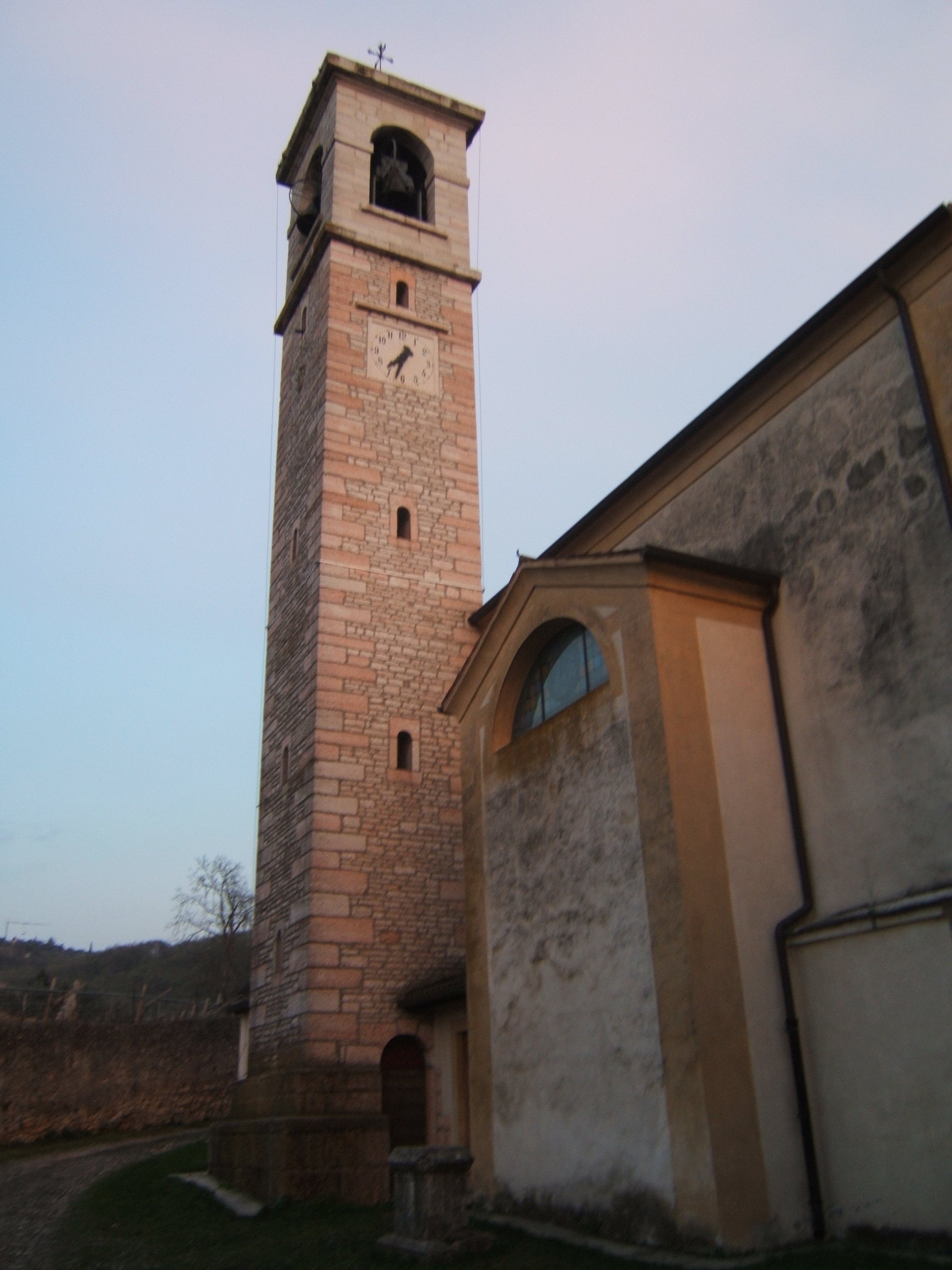
Il campanile della chiesa, alto 37 metri

La chiesa di San Pietro Apostolo si trova ad Arbizzano, frazione del comune di Negrar di Valpolicella, in provincia di Verona.

## Storia
La chiesa è presumibilmente presente dal V secolo, anche se i primi documenti risalgono all'XI secolo.
Quando nel 1603 crollò la cappella della chiesa, nel giro di due anni venne prontamente ricostruita.
Tra il 1998 e il 1999 furono portati a termine alcuni lavori di restauro e abbellimento della chiesa grazie al parroco don Carlo Tezza. Da questi sono emersi alcuni particolari prima nascosti: l'antico portale del XIII secolo, che ricorda la vecchia chiesa. Per quanto riguarda il campanile, nel 1936 fu ordinato di abbatterlo perché pericolante; così gli abitanti di Arbizzano decisero di costruirne un altro, pronto intorno al 1940.

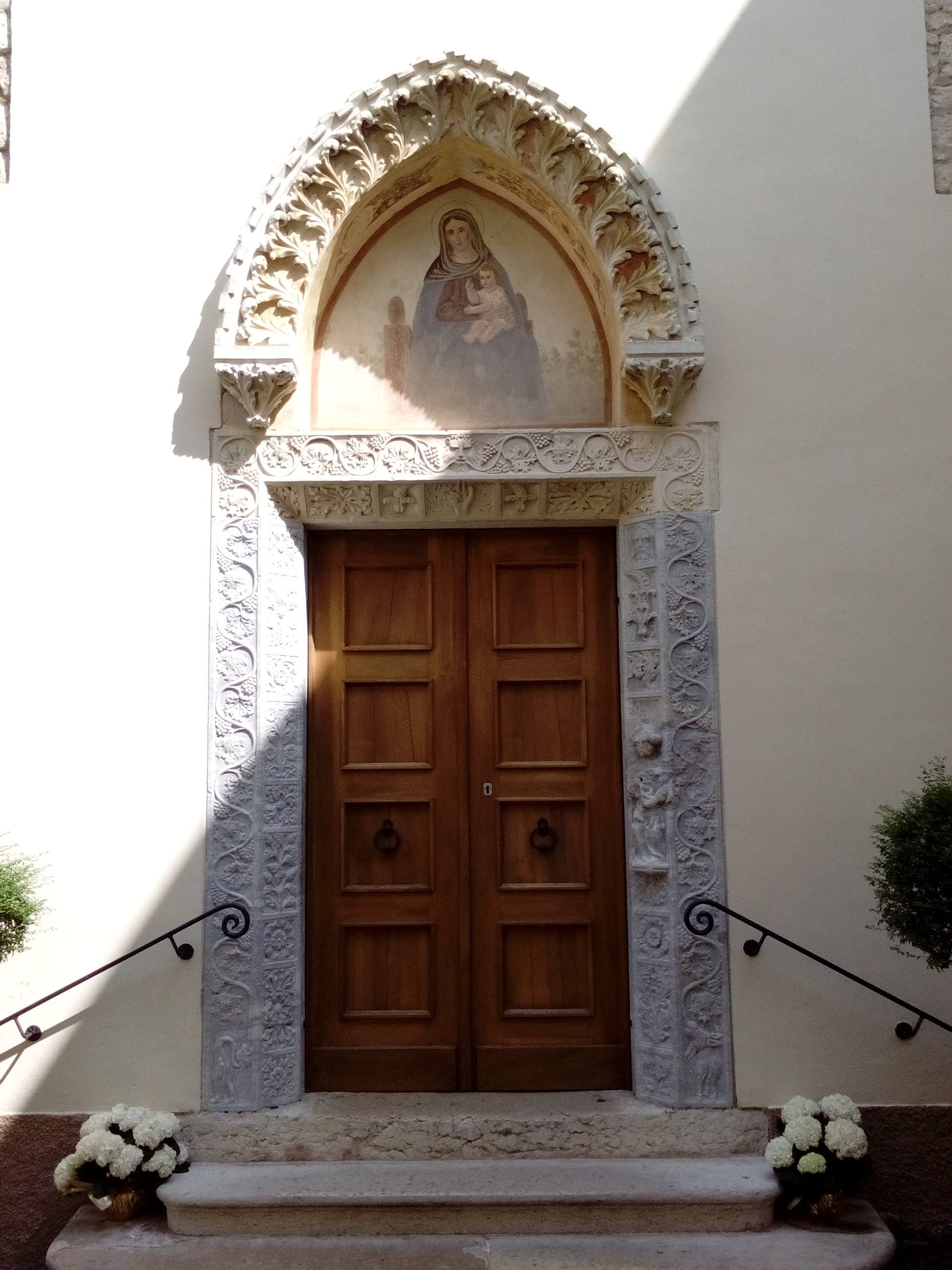
Il portale della chiesa

## Descrizione
Ai lati dell'altare maggiore sono presenti due statue raffiguranti san Pietro e san Paolo. Ai lati della chiesa, oltre ai dipinti raffiguranti la Via Crucis, sono presenti statue di sant'Antonio Abate, santa Lucia, san Valentino e sant'Apollonia, opere attribuite a Lorenzo Muttoni.

### Interno

#### Il trittico-reliquiario
Sul primo altare a destra della chiesa parrocchiale di Arbizzano si conserva un magnifico reliquiario formato da tre distinte tavolette; il tutto è racchiuso da un'elegante cornice lignea barocca risalente al 1756, anno in cui furono aggiunte due appendici intagliate e dorate con una scritta in latino che ricorda la storia del dipinto. Tema centrale è la Pietà: sotto la croce la Vergine sta componendo Cristo morto nel sepolcro. Attorno, su fondo dorato che ricopre tutte le tavole, sono dipinte scene minori: San Martino di Tours ed il povero, La decapitazione del Battista, La strage degli innocenti, Gesù fra gli apostoli in barca; completano la tavola alcuni santi fra i quali sono riconoscibili Benedetto, Pietro e Paolo, Maria Egiziaca.
Numerose figure di santi in duplice fila ed in abiti del XIV secolo ricoprono entrambe le tavole laterali. Ai piedi di queste, in piccole nicchie rettangolari, stanno le relative reliquie; i cartigli superstiti ricordano a sinistra: «Gregorio, Girolamo, Remigio, Biagio, e Desiderio» e a destra: «Felicita, Giuliana, Secondiana, Secondo e Roberto».
L'artista, attendibilmente un miniatore, dimostra notevole abilità nell'esecuzione, specialmente dei volti. L'opera non presenta un effetto unitario, in quanto va sottolineato che servì da reliquiario per molto tempo. Secondo Sandberg Vavalà il trittico, che proviene dal soppresso convento femminile di Sant'Antonio al Corso di Verona, è di mano vicina al «Secondo Maestro di San Zeno» e la sua esecuzione dovrebbe datarsi all periodo 1340-1380. Il reliquiario venne donato alla chiesa di Arbizzano nel XVIII secolo da don Pietro dei conti degli Albertini.